# Seznam editorů vektorové grafiky
Toto je seznam editorů vektorové grafiky:

## Svobodný software
- Cenon
- Dia
- GYVE — vývoj ukončen
- Inkscape
- Ipe
- Karbon14 — původně známý jako Killustrator, později jako Kontour
- NodeBox
- OpenOffice.org Draw
- Scribus
- sK1
- Skencil — původně známý jako Sketch
- [./Https://en.wikipedia.org/wiki/Sodipodi Sodipodi]
- Synfig
- Tgif
- Xara Xtreme for Linux
- Xfig

## Freeware
- Zoner Draw (česká verze se jmenuje Zoner Callisto) ve verzi 5

## Proprietární software
- ACD Canvas — dříve Deneba Canvas
- Adobe Illustrator
- Adobe Flash — dříve Macromedia Flash
- Affinity Designer
- Artstream
- Artworks
- CorelDRAW
- ConceptDraw
- DrawWell
- EazyDraw
- Elgorithms MagicTracer
- iDraw
- iGrafx Designer
- Intaglio
- Jasc WebDraw — dříve Jasc Trajectory Pro
- jfig
- Macromedia FreeHand
- Metafile Companion
- Microsoft Expression Graphic Designer, založený na Creature House Expression
- Microsoft Expression Interactive Designer
- Mayura Draw
- OmniGraffle
- Paint Shop Pro
- PhotoLine 32
- Real-DRAW
- Satori Paint
- Serif DrawPlus
- SignBlazer
- Stone Software Create
- Vector Effects
- WinFIG
- Xara Xtreme
- Zoner Draw (česká verze se jmenuje Zoner Callisto) - vývoj ukončen verzí 5, ta byla převedena do kategorie programů zdarma